# Wayne R. Dynes
Wayne R. Dynes (Fort Worth, Texas, 23 de agosto de 1934–New York, finales de julio de 2021) fue un historiador del arte, enciclopedista, biógrafo y activista gay de los Estados Unidos. Es catedrático emérito del Departamento de Arte del Hunter College, donde enseñó de 1972 a 2005.
W. R. Dynes pasó su juventud en el sur de California, donde estudió en la Universidad de California en Los Ángeles (B.A. en 1956). Tras extensos viajes a Italia e Inglaterra, se asentó permanentemente en Manhattan, en Nueva York. Allí obtuvo su doctorado en el Institute of Fine Arts (IFA) de la Universidad de Nueva York en 1969. El tema de su doctorado en Historia del arte fue una biblia iluminada del siglo XI de Bélgica. Sus estudios como medievalista le dieron la base para su enseñanza en la universidad, primero en la Universidad de Columbia y posteriormente en el Hunter College.
Durante la década de 1960, Dynes fue miembro de Mattachine Society de Nueva York (MSNY). Estaba en Europa cuando se produjeron los Disturbios de Stonewall en el Greenwich Village en junio de 1969. Tras su vuelta en 1973, colaboró con Jack Stafford, un bibliotecario, en la realización de numerosas biografías relacionadas con los estudios gais. Este interés le llevó a producir su libro Homosexuality: A Research Guide (1987), seguido por su trabajo como redactor jefe de la Encyclopedia of Homosexuality (Garland, 1990) en dos volúmenes.